# Palača Itamaraty
Palača Itamaraty (portugalsko Palácio Itamaraty), znana tudi kot Palača obokov (Palácio dos Arcos), je sedež Ministrstva za zunanje zadeve Brazilije. Stoji v glavnem mestu države Brasília. Stavbo je zasnoval arhitekt Oscar Niemeyer in je bila slovesno odprta 21. aprila 1970. Stoji vzhodno od stavbe Nacionalnega kongresa vzdolž Monumentalne osi, blizu Praça dos Três Poderes (Trg treh vej oblasti).
V Braziliji se Itamaraty običajno uporablja kot metonimija za Ministrstvo za zunanje zadeve. Ime izhaja iz palače v Riu de Janeiru, ki je bila sedež ministrstva, preden sta se brazilska prestolnica in vlada preselila v Brasílio.

## Palača obokov
Palácio dos Arcos (palača obokov) je bilo prvo ime, dano stavbi, zaradi lokov na fasadi. Vendar pa je bila tradicija imena Itamaraty, ki izhaja iz imena nekdanjega sedeža ministrstva v Riu de Janeiru, močnejša in palača se je še naprej imenovala Palácio Itamaraty, le z izključitvijo do iz Palácio do Itamaraty. V notranjosti so dela umetnikov, kot so Athos Bulcão, Candido Portinari, Pedro Américo, Alfredo Volpi, Maria Martins, Djanira, Jean-Baptiste Debret, Rubem Valentim, Emanoel Araújo, Mary Vieira, Franz Weissman, Frans Krajcberg, Marianne Peretti, Sérgio de Camargo, Luiza Miller, Madeleine Colaço, Concessa Colaço, Tomie Ohtake, Manabu Mabe, Fayga Ostrower, Ione Saldanha, Iberê Camargo, Maria Leontina, Norberto Nicola, Victor Brecheret, Arcangelo Ianelli, Lasar Segall, med drugim. Za notranjo in zunanjo ureditev je poskrbel Roberto Burle Marx. Pred palačo Itamaraty, na odsevnem bazenu, je skulptura Meteoro, delo Bruna Giorgija.
Temeljni kamen palače je položil predsednik Juscelino Kubitschek 12. septembra 1960, vendar je bila zaradi tehničnih težav pri izpolnjevanju novosti projekta uradno dokončana in slovesno odprta šele na dan diplomatov 20. aprila 1970 s strani predsednika Emília Garrastazu Médici in ministra za zunanje zadeve ter veleposlanika Mário Gibson Barbosa.
Palača je kraj, kjer vodja države sprejme ministre in druge tuje predstavnike, zato je slavnostni prostor par excellence in je bil deležen celo slavnih obiskov osebnosti, kot je Pelé, ob njeni inavguraciji leta 1970  in voditeljev držav, kot je britanska kraljica Elizabeta II. leta 1968; njen sprejem je veljal za enega najbolj elegantnih v prestolnici; tudi ameriška predsednika Ronald Reagan, leta 1982 in Barack Obama, leta 2011.
Na protestu 20. junija 2013, ki je potekal v Brasílii in na katerem so zahtevali več sprememb zvezne vlade, so kamenjali okna stavbe, nekatere stene poškropili z grafiti in del fasade zažgali Molotov koktajl, ki so ga vrgli protestniki.

## Arhitektura
Sedež Ministrstva za zunanje zadeve je zagotovo zahteval več kot le ceremonialni prostor, saj je bilo treba učinkovito izpolnjevati njegove birokratske funkcije. Na ta način je bil Niemeyer dobro svetovan in je bil program potreb pravilno razvit. Arhitekt je zasnoval nižjo stavbo kvadratnega tlorisa za protokolarne funkcije (Palača) v nasprotju z višjo, tanjšo stavbo za vsakodnevne dejavnosti (Priloga I). Poleg tega Niemeyer prevzame temo palač v Brasílii, to je steklene škatle med dvema betonskima ploščama s stebriščem, vendar je bil značaj stavbe drugačen in, da bi ga okrepil, je podrl njegove sheme. Dipter - tempelj s stebri na obeh straneh - je zamenjal peripter (s stebri naokrog). Zgornja plošča je bila dvignjena, spodnja pa se je dotikala vodne gladine. Simbolna stebra sta bila rezervirana za izvršno oblast (Palácio do Planalto) in sodno oblast (zvezno vrhovno sodišče). Zaščitni znak Itamaratyja je postal klasičen in plemenit polni lok. S tehničnega vidika sta dve neodvisni strukturi, ena za stekleno škatlo in druga za arkade. Z estetskega vidika je uporabljenih nešteto sredstev – od optične korekcije lokov do oblikovanja tal. Njegov impresiven prosti razpon je omogočil strukturni izračun Joaquima Cardoza, inženirja glavnih del Niemeyerjeve kariere.
Izvršni projekt je razvil arhitekt Milton Ramos.
Priloga I, upravni blok, je bil leta 2018 poimenovan po prvi brazilski diplomatki Marii José de Castro Rebello Mendes.
Priloga II, ki jo je prav tako zasnoval Niemeyer med letoma 1974 in 1975, je zaradi svoje krožne oblike znana tudi kot 'poročna torta'. Gradnja se je začela leta 1979 in je bila dokončana leta 1986.

## Galerija
- Fasade ponoči
- Meteoro (Meteor), marmorni kip Bruna Giorgija
- Notranji vrt
- Dvorana Petra I. Brazilskega. Velika slika na steni prikazuje obred kronanja cesarja Petra I. leta 1822
- Odsevni bazen